# MassMutual Center
Le MassMutual Center est une salle omnisports et un palais des congrès à Springfield (Massachusetts). Ses locataires étaient l'Armor de Springfield (NBA Development League) (de 2009 à 2014) et sont les Thunderbirds de Springfield (Ligue américaine de hockey).

## Histoire
La salle accueille le Skate America 1996, du 31 octobre au 3 novembre 1996.

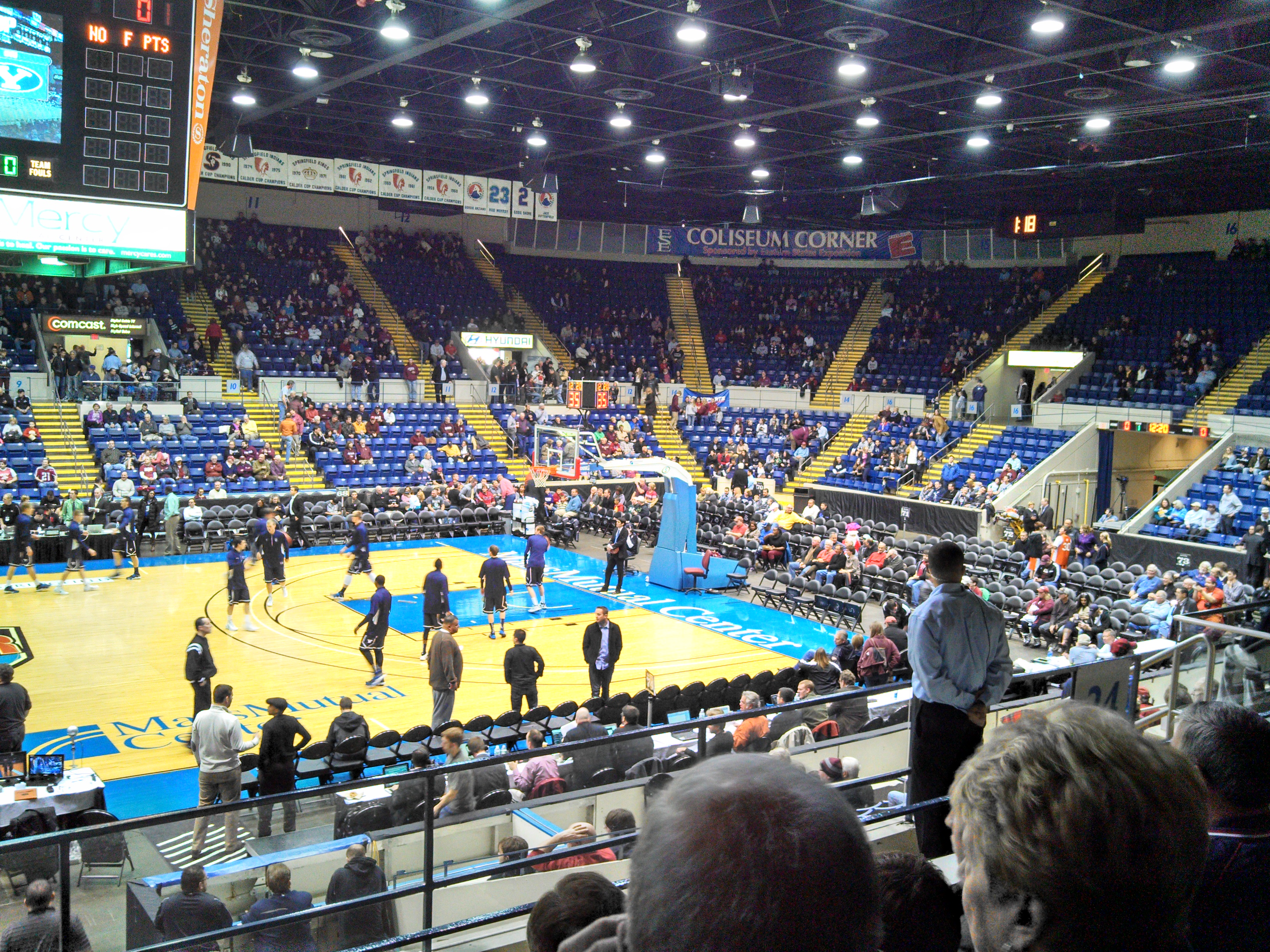
Vue intérieure du MassMutual Center